# Cyril Sicsic
Cyril Sicsic, né le 15 janvier 1972 à Brou-sur-Chantereine, est un entraîneur français de basket-ball.
Depuis 2005, il est entraîneur.

## Biographie
Il dirige Tarbes Gespe Bigorre en LFB durant trois saisons (de 2011 à 2015) marquées par deux victoires au Challenge round et qualifications pour l'Eurocoupe.

## Carrière joueur
Il a joué au Cannet à Rocheville, au GSEM et à Nice.

## Carrière entraîneur

### Clubs
- 1998-2000 : Cavigal Nice Sports (assistant en LFB)
- 2000-2005 : Cavigal Nice Sports (LFB)
- 2005-2012.: COB Calais (LFB)
- 2012-2015 : Tarbes Gespe Bigorre (LFB)

### Palmarès

#### Club
- Champion de France Espoir en 2000.
- Vice-champion de France Espoir en 1999.
- Finaliste du Trophée de l’Avenir en 1999.
- Vainqueur du Challenge round 2013 et 2015